# Байчоров, Пилял Ибрагимович
Пилял Ибрагимович Байчоров (карач.-балк. Байчораланы Ибрахимни джашы Пилял, 5 января 1971 года) — российский самбист и дзюдоист, мастер спорта России международного класса. По национальности — карачаевец. После завершения спортивной карьеры тренер Карачаево-Черкесской республиканской СДЮСШ единоборств «Олимпик». За большой вклад в развитие физической культуры и спорта в Карачаево-Черкесии награждён орденом «Общественное признание».

## Биография
Родился в г. Усть-Джегута, Карачаево-Черкесской АО. Первые тренировки начал в 1981 году, в ауле Новая Джегута, у заслуженного тренера России Чомаева Юрия Срапиловича. В 1989 году был призван в армию. Служил в Спортивном Клубе Армии в течение двух лет. В 1992 году уехал в Адыгею по контракту. В 1990 году получил звание мастер спорта СССР по самбо, в 1991 году – звание мастер спорта СССР по дзюдо, в 1995 году присвоено звании Мастер спорта международного класса по самбо. В 2002 году стал тренером. Женат, воспитывает троих детей. В 2018 году окончил факультет физической культуры Карачаево-Черкесского государственного университета.

## Спортивные результаты
- Чемпионат России по дзюдо 1997 года — ;
- Чемпионат Европы по дзюдо среди военнослужащих 1997 года — [3];
- Чемпионат России по самбо 1994 года — [4];
- Чемпионат России по самбо 1996 года — [5];
- Чемпионат России по самбо 1998 года — [6];
- Чемпионат мира по самбо 1996 года — .